# Florizel
Die Florizel war ein 1909 in Dienst gestelltes Passagierschiff der kanadischen Reederei Red Cross Line, das für den Transport von Passagieren und Fracht zwischen St. John’s, Halifax und New York eingesetzt wurde. Es war bis 1916 das größte Schiff auf seiner Route. Am 24. Februar 1918 prallte die Florizel bei Starkwinden und schwerer See vor Cape Race (Neufundland) auf ein Riff und lief auf Grund. Erst als der Sturm nachließ, konnten 28 Stunden nach der Kollision 17 Passagiere und 27 Besatzungsmitglieder gerettet werden. 100 Passagiere und Besatzungsmitglieder kamen ums Leben.

## Das Schiff
Die Florizel wurde 1908 von der Werft Charles Connell & Company im Glasgower Stadtteil Scotstoun für die New York, Newfoundland & Halifax Steamship Company Ltd. gebaut. Diese Gesellschaft, die wegen ihrer Hausflagge meistens nur Red Cross Line genannt wurde, war 1884 gegründet worden und war Teil des Konzerns Bowring Brothers and Company mit Sitz in St. John’s. Die Schiffe dieser Gesellschaft beförderten Passagiere und Fracht von St. John’s und Halifax nach New York. Die Geschäftsleitung hatte die Unterabteilung Charles T. Bowring & Co. Ltd. mit Sitz in Liverpool inne, die sehr viele Anteilseigner in Neufundland hatte.
Die Florizel lief am 26. November 1908 vom Stapel und wurde im Januar 1909 fertiggestellt. Sie war als moderner Passagierdampfer entworfen worden und wie alle Schiffe der Bowring Brothers sehr luxuriös ausgestattet. Die dreizylindrige Dampfmaschine ermöglichten eine Geschwindigkeit von zwölf Knoten (22,2 k/h). Die Decks waren aus Stahl konstruiert und sie verfügte über drahtlose Telegraphie und Gerätschaften, um U-Boote aufzuspüren. Sie war außerdem eines der ersten Passagierschiffe an der kanadischen Ostküste, dessen Bug so konstruiert war, dass er das in großen Mengen vorkommenden Eis an der Küste von Neufundland und Labrador durchbrechen konnte.
Eine damals gängige Praxis der Bowring Brothers war es, ihre Schiffe nach Figuren aus den Stücken von William Shakespeare zu benennen. Die Florizel bekam ihren Namen von dem gleichnamigen Prinzen aus Shakespeares Komödie Ein Wintermärchen. Die Florizel war von Bowring Brothers in Auftrag gegeben worden, um ihr Passagierschiff Silvia zu ersetzen, das am 14. März 1908 auf dem Weg von New York nach St. John’s vor Martha’s Vineyard an der Küste des US-Bundesstaats Massachusetts untergegangen war. Sie wurde das neue Flaggschiff ihrer Reederei. Ihr Schwesterschiff war die 1911 in Dienst gestellte Stephano (3.449 BRT)¸ die am 8. Oktober 1916 vor Nantucket von dem deutschen U-Boot U 53 versenkt wurde. Es waren keine Menschenleben zu beklagen, da den Passagieren und Besatzungsmitgliedern genug Zeit gegeben wurde, um das Schiff zu verlassen.
Neben ihrem üblichen Passagierverkehr wurde das Schiff jeden Frühling umgerüstet, um an den jährlichen Robbenjagden vor Neufundland teilzunehmen. Die Bowring Brothers profitierten seit langem an dem Geschäft. Auf vielen dieser Fahrten hatte Kapitän Abram Kean das Kommando, der regelmäßig Rekorde aufstellte. Während des Ersten Weltkriegs diente die Florizel vorübergehend als Truppentransporter. Im Oktober 1914 brachte sie die 500 ersten freiwilligen Rekruten des Royal Newfoundland Regiments, die sogenannten „Blue Puttees“, nach England. Gleich zu Beginn des Krieges wollte Russland die Florizel und die Stephano kaufen, um sie im Weißen Meer als Eisbrecher einzusetzen. Die Eigner lehnten trotz der hohen Angebotssumme ab.
Im Januar 1916 kam die Florizel neben der Baltic der White Star Line, der Patris der National Greek Line und anderen Schiffen dem griechischen Passagierschiff Thessaloniki zu Hilfe, das seit zehn Tagen mit geflutetem Maschinenraum und 177 Passagieren an Bord manövrierunfähig im Atlantik trieb.

## Untergang

### Abfahrt in St. John’s

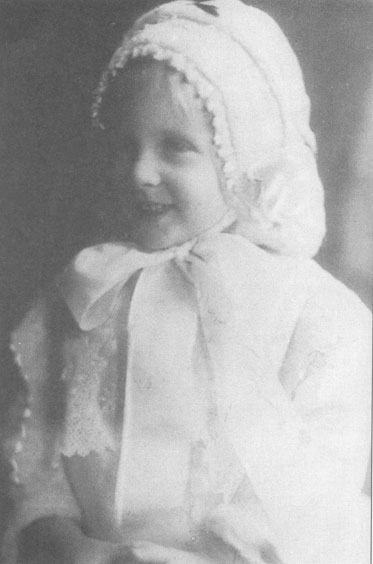
Elizabeth „Betty“ Munn (1915–1918).

Am Sonnabend, dem 23. Februar 1918, um 19.30 Uhr lief der Dampfer in St. John’s zu einer weiteren Überfahrt nach Halifax und New York aus. An Bord waren 78 Passagiere (50 Erste Klasse und 28 Zweite Klasse) und 66 Besatzungsmitglieder. Das Kommando hatte der 43-jährige Kapitän William J. Martin. Fast alle Crewmitglieder stammten aus St. John’s und bis auf drei waren alle Passagiere aus der Provinz Neufundland. Zur Ladung gehörten 11.700 Fässer gepökelte Heringe und Dorsche sowie 840 Kisten Hummer. Die Ladung war insgesamt 800.000 US-Dollar (nach damaligem Geldwert) wert.
Unter den Passagieren befanden sich einige damals bekannte Persönlichkeiten, darunter:
- John P. Kiely, Eigentümer und Manager des Nickel Theatre in St. John’s (überlebte)
- James H. Baggs, Geschäftsmann aus Bay of Island, Neufundland (kam ums Leben)
- Captain Joseph Kean, Kapitän des Passagierschiffs Portia derselben Reederei und Sohn des ehemaligen Kapitäns der Florizel¸ Abram Kean (kam ums Leben)
- Frederick C. Smythe, Geschäftsführer der Newfoundland Woolen Mills in St. John’s (kam ums Leben)
- Thomas McMurdo McNeil, Repräsentant des Pharmazieunternehmens McMurdo & Co. in St. John’s (kam ums Leben)
- Major Michael S. Sullivan, Leiter des Newfoundland Forestry Bataillon (überlebte)
- Patrick Laracy, Betreiber des Crescent Theatre in St. John’s (kam ums Leben)

Auch John Shannon Munn, einer der leitenden Direktoren der Bowring Brothers und Stiefsohn von Sir Edgar Bowring, einem der Mitbegründer des Konzerns, war auf dieser Fahrt an Bord. Er reiste in Begleitung seiner dreieinhalbjährigen Tochter Elizabeth Shannon Munn („Betty“) und deren Kindermädchen, der 29-jährigen Constance Evelyn Trenchard.

### Strandung vor Broad Cove
Etwa eine Stunde nach dem Ablegen geriet das Schiff in einen Schneesturm, der von heftigen Starkwinden angefacht wurde. Die Sicht war sehr begrenzt und es herrschte hoher Wellengang. Nachdem das Schiff neun Stunden lang in südwestlicher Richtung gedampft war, ging Kapitän Martin davon aus, das Kap Race an der Südostspitze der Halbinsel Avalon bereits umrundet zu haben und änderte den Kurs westwärts. Die Florizel lag aber etwa 45 Meilen hinter ihrer geschätzten Position und befand sich noch vor dem Kap.

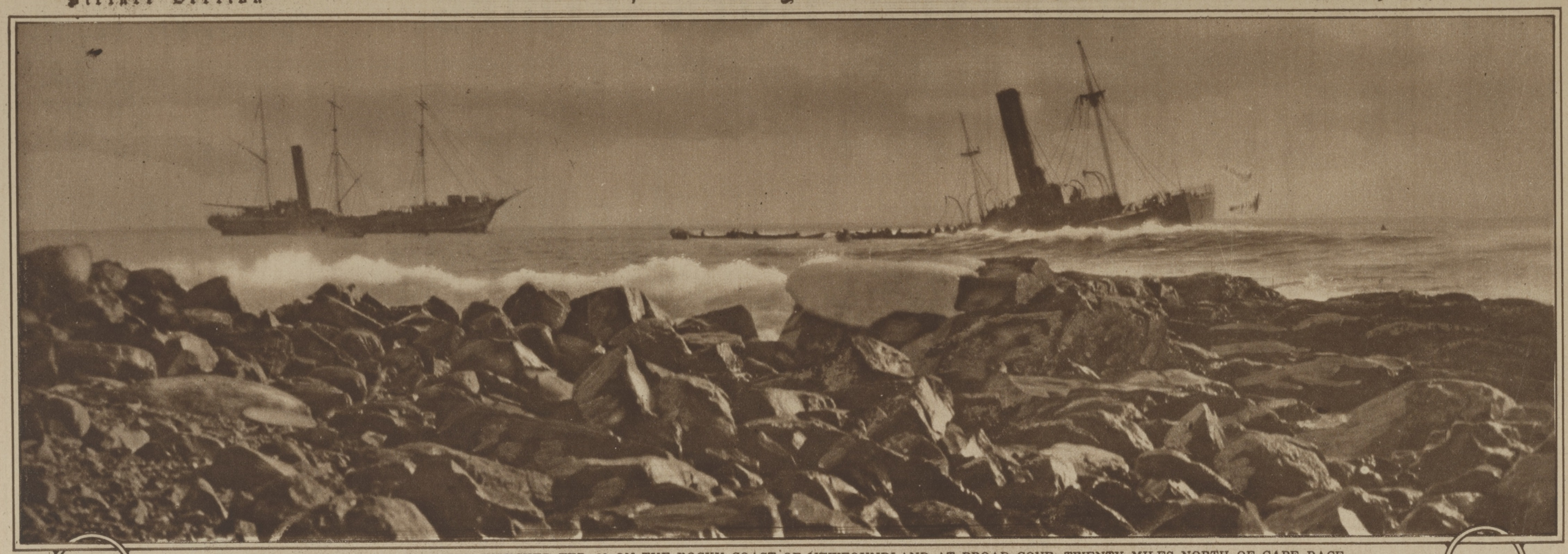
Das Wrack der Florizel (rechts), fotografiert am 17. März 1918.

Das Schiff steuerte auf die Klippen von Horn Head Point an der Küste von Neufundland zu, die wegen der stürmischen See von weißer Gischt umspült waren. Kapitän Martin hielt sie daher für Eis. Da der Bug der Florizel zum Eisbrechen konstruiert worden war, änderte er den Kurs des Schiffes nicht. Gegen 05.00 Uhr morgens am 24. Februar stieß die Florizel bei Broad Cove vor Horn Head Point mit den Felsen zusammen und lief auf Grund.
Das Schiff wurde durch die Stürmböen hin und her geworfen, was das Fieren der Rettungsboote unmöglich machte. Teile der Decksaufbauten und alles, was nicht am Deck befestigt war, wurde von den Wogen fort gerissen. Viele Passagiere ertranken noch unter Deck durch die hereinbrechenden Wassermassen, dutzende andere wurden von den starken Wellen über Bord gespült. Etwa 30 Personen, die Schutz auf dem Brückendeck suchten, wurden dort von einer Welle erfasst und ins offene Meer gerissen. 20 weiteren Menschen, die auf das Dach des Rauchsalons geklettert waren, geschah das gleiche. Andere flohen auf das Vorderdeck, da der Bug der Florizel hoch aus dem Wasser ragte. Das Heck lag nach kurzer Zeit tief im Wasser. Überlebende berichteten hinterher, dass sich 32 Passagiere in den engen Funkraum auf dem Bootsdeck gedrängt hatten, da dieser hoch über dem Wasser lag und vom Schornstein geschützt wurde. Etwa zehn Minuten nach der Kollision mit dem Riff gingen an Bord die Lichter aus, was für noch mehr Chaos und Panik sorgte. Fischer aus der nahen Ortschaft Cappahayden, 83 km südlich von St. John’s, mussten vom nahen Ufer aus zusehen, konnten aber nicht helfen.

### Rettungsversuche
Kapitän Martin ließ umgehend nach dem Zusammenstoß per Funk um Hilfe rufen. Die Notsignale wurden von der Funkstation Admiralty House in Mount Pearl empfangen. Auch das Hauptquartier der Bowring Brothers in St. John’s, das von Eric Bowring geleitet wurde, wurde umgehend informiert. Gegen 6 Uhr morgens traf die Nachricht im Bowring Brothers-Büro in New York ein, wo sie der Präsident der Gesellschaft, Charles W. Bowring, der 1915 den Untergang der Lusitania überlebt hatte, entgegennahm.
Im Verlauf des 24. Februar trafen mehrere Rettungsschiffe am Unglücksort ein, konnten die Florizel aber im Sturm nicht finden. Erst als nach einigen Stunden der Sturm etwas nachließ, wurden Lichter gesichtet und das Wrack des Passagierschiffes wurde auf den Klippen entdeckt. Das Schiff lag halb im Wasser und da anfangs keine Menschen an Bord gesehen wurden, ging man zunächst davon aus, dass es keine Überlebenden gab. Die See hatte sich jedoch noch nicht vollständig beruhigt. Es war nicht möglich, Boote hinüber zu schicken und es konnte auch keine Verbindung mit Seilen hergestellt werden.
Gegen 16.00 Uhr traf eine weitere Rettungsmannschaft ein, die Ärzte und Krankenschwestern mitgebracht hatte und per Zug nach Broad Cove geschickt worden war, sobald die Nachricht von der Katastrophe eingegangen war. Auch sie konnten zunächst nichts tun. Erst am Morgen des 25. Februar hatte sich das Wetter so weit aufgeklart, dass mit der Bergung begonnen werden konnte. Die Schiffe Gordon C und Terra Nova konnten nur noch 44 Menschen retten, 17 Passagiere und 27 Besatzungsmitglieder. Auch Kapitän William Martin überlebte. Nur zwei der zehn Frauen und keines der fünf Kinder an Bord überlebten das Unglück. Insgesamt 100 Menschen kamen ums Leben. Sechs Besatzungsmitglieder der zur Rettung der Passagiere der Florizel herbei gekommenen Schiffe wurden mit der Medal for Bravery at Sea der Royal Humane Society ausgezeichnet. Zusammen mit sechs weiteren Männern bekamen sie zudem durch den Board of Trade die Ehrenauszeichnung Sea Gallantry Medal verliehen.

## Untersuchung
Dem Unglück folgte eine Untersuchung durch den Marine Court of Enquiry, die am 2. März 1918 begann und bei der insgesamt 55 Zeugen angehört wurden. Kapitän Martin wurde die volle Verantwortung für den Untergang seines Schiffes gegeben. Ihm wurde zur Last gelegt, während der Fahrt nicht ausreichend auf die Einhaltung des Kurses und die Navigation des Schiffes geachtet zu haben. Er wurde für 21 Monate vom Dienst suspendiert.
Erst nach Martins Tod wurde bekannt, dass der Chefingenieur der Florizel, John V. Reader, eine wesentliche Mitschuld an der Tragödie hatte. Er hatte die Geschwindigkeit des Dampfers gleich nach dem Auslaufen aus St. John’s reduziert und damit gegen den Befehl des Kapitäns, Höchstgeschwindigkeit aufzunehmen, gehandelt. Dies hatte dafür gesorgt, dass die Florizel weit weniger Strecke zurückgelegt hatte, als man auf der Brücke geglaubt hatte. Reader wollte auf diese Weise die Fahrt nach Halifax verlängern, sodass das Schiff über Nacht dort vor Anker gehen musste und er Zeit hatte, seine Familie zu besuchen. Er konnte für seine Tat nicht verantwortlich gemacht werden, da er beim Untergang ums Leben gekommen war.
Am 29. August 1925 wurde von der Familie von Betty Munn im Bowring Park in St. John’s eine Statue von Peter Pan errichtet, da sie diese Kindergeschichte von James M. Barrie sehr gemocht hatte. Das Denkmal, das heute noch steht, trägt die Inschrift In memory of a little girl that loved the park („In Erinnerung an ein kleines Mädchen, das den Park geliebt hat“).